# Силаев, Лев Григорьевич
Лев Григо́рьевич Сила́ев (6 июля 1922, Петроград — 12 ноября 1993, Киев) — украинский режиссёр и сценарист, заслуженный артист УССР, народный артист УССР (1965).

## Биография
Лев Григорьевич Силаев родился 6 июля 1922 года в Петрограде. Переехал в Киев и там окончил Киевский театральный институт.
С 1948 по 1958 год Лев Григорьевич был актёром Киевского театра оперетты. С 1951 года он так же стал работать режиссёром.
С 1978 по 1982 год был руководителем Киевского мюзик-холла.
Скончался 12 ноября 1993 года и был похоронен на Байковом кладбище.

## Постановки спектаклей
- «Свадебное путешествие» Богословского (1954);
- «На даче под Москвой» Аветисова (1956);
- «Арсенал» Г. И. Майбороды;
- «Кармен» Ж. Бизе (1963, Киев; 1964, Одесса);
- «Трубадур» Дж. Верди (1965);
- «Волшебная флейта» В. Моцарта (1966).

## Работа актёром
- «Командир корабля» (1954);
- «Матрос Чижик» (1955).

## Озвучивание фильмов
- «Воздушный трамвай № 19» (1976).